# Марков, Сергей Дмитриевич (генерал)
Сергей Дмитриевич Марков (19 ноября 1862 — не ранее 1917) — российский военачальник, генерал от инфантерии, участник русско-японской и Первой мировой войн.

## Биография
Окончил 1-ю Московскую военную гимназию, 3-е военное Александровское училище (1880) и Николаевскую академию генерального штаба (1890) по I разряду. Старший адъютант штаба 34-й пехотной дивизии (26.11.1890-17.04.1894). Цензовое командование ротой отбывал в 133-м пехотном Симферопольском полку (05.10.1892-17.10.1893).
Участник русско-японской войны. За боевые действия в которой был отмечен Золотым Оружием с надписью «За храбрость». Командир 59-го пехотного Люблинского полка (07.03.-31.03.1904). Командир 121-го пехотного Пензенского полка (31.03.1904-09.03.1905). Генерал-майор (1905; за боевые отличия). Командир 2-й бригады 22-й пехотной дивизии (09.03.-14.06.1905). В боях был ранен. Начальник штаба 10-го армейского корпуса (14.06.-21.09.1905).
Окружной генерал-квартирмейстер штаба Туркестанского ВО (21.09.1905-19.05.1907). Постоянный член и управляющий делами Главного Крепостного комитета (19.05.1907-16.06.1910).
Начальник штаба 25-го армейского корпуса (16.06.1910-21.04.1911). Генерал-лейтенант (1911; за отличие). Начальник штаба Иркутского ВО (21.04.1911-05.03.1914). Начальник 1-й Сибирской стрелковой дивизии (05.03-11.08.1914). В 11.08-06.10.1914 занимал пост начальника штаба 10-й армии. По итогам боев в Августовских лесах смещен, несмотря на общий успех армии. Начальник 22-й пехотной дивизии (06.10.1914-11.12.1914). Участвовал в боях под Варшавой, наступлении к границе Силезии, Лодзинской операции, где 22-я пехотная дивизия занимала крайний правый наиболее угрожаемый фланг 2-й армии. Ранен в бою у деревни Феликсен под Лодзью 09.11.1914. Отчислен по ранению в резерв чинов при штабе Двинского ВО (с 11.12.1914; оставался в резерве на 01.01.1916 и 03.01.1917). Награждён орденом Св. Владимира 2-й ст. с мечами (ВП 26.02.1915).
Приказом Главнокомандующего Северо-Западным фронтом и Высочайшим приказом 21-го мая 1915 г. награждён орденом Святого Георгия 4-й степени «За то, что в бою 9го ноября 1914 г. у Лодзи, искусно руководя обороной своей позиции, занимавшей фланговый участок, оказал существенное влияние не только на удержание положения своего корпуса, но и всей армии; причем, когда некоторые части его дивизии, атакованные превосходящими силами противника, пришли в замешательство, поскакал в передовые атакованные окопы и личным вмешательством водворил среди них порядок, причем был у самых окопов тяжело ранен».
На 10.07.1916 в том же чине и должности. Произведён в чин генерала от инфантерии с увольнением от службы за болезнью (09.09.1917).

## Награды
- Орден Святого Станислава 3-й ст. (1893)
- Орден Святой Анны 3-й ст. (1896)
- Орден Святого Станислава 2-й ст. (1902)
- Орден Святой Анны 2-й ст. с мечами (1904)
- Орден Святого Владимира 4-й ст. с мечами и бантом (1904)
- Орден Святого Владимира 3-й ст. с мечами (1905)
- Орден Святого Станислава 1-й ст. (1908)
- Орден Святой Анны 1-й ст. (6 декабря 1912)
- Орден Святого Владимира 2-й ст. (26 февраля 1915)
- Орден Белого орла с мечами (9 апреля 1915)
- Орден Святого Георгия 4-й ст. (21 мая 1915)
- Золотое оружие «За храбрость» (3 ноября 1906)